# Tullio Serafin
Tullio Serafin (* 1. September 1878 in Cavarzere, Venetien, Italien; † 2. Februar 1968 in Rom) war ein italienischer Dirigent.

## Leben
Serafin wurde in Mailand an der Viola ausgebildet und spielte dieses Instrument im Orchester der Scala in Mailand. Nach dem Wechsel Arturo Toscaninis nach New York übernahm Serafin den Posten des Orchesterleiters in den Jahren 1909 bis 1914 und später von 1917 bis 1918 und nach dem Zweiten Weltkrieg in den Jahren 1946 bis 1947. Ab 1924 war er auch an der New Yorker Metropolitan Opera tätig sowie von 1956 bis 1958 für die Lyric Opera von Chicago. 
Serafin erarbeitete sich in seiner langen Karriere ein umfangreiches Repertoire von 243 Opern und erwarb sich dabei auch Verdienste um dessen Erweiterung (etwa mit italienischen Erstaufführungen von Werken von Alban Berg, Paul Dukas und Benjamin Britten) sowie um die Wiederentdeckung von Opern von Rossini, Bellini und Donizetti. Ferner leitete er zahlreiche Uraufführungen, u. a. The Emperor Jones (1933) von Louis Gruenberg, Cyrano de Bergerac (1936) von Franco Alfano, sowie Ecuba (1941) und Vergilii Aeneis (1958) von Gian Francesco Malipiero. Er machte sich außerdem als Förderer talentierter Sänger einen Namen und gilt als Entdecker von Maria Callas.
Verheiratet war er mit der polnischen Opernsängerin Elena Rakowska (1876–1964).